# Breakfast at Sweethearts
Breakfast at Sweethearts è il secondo album in studio del gruppo musicale australiano Cold Chisel, pubblicato nel 1979.

## Tracce
Tutte le tracce sono state scritte da Don Walker, eccetto dove indicato.

Side 1
1. Conversations - 4:34
2. Merry-Go-Round - 3:44
3. Dresden (Walker, Ian Moss) - 3:58
4. Goodbye (Astrid Goodbye) (Jim Barnes, Walker) - 2:51
5. Plaza - 2:09

Side 2
1. Shipping Steel - 3:24
2. I'm Gonna Roll Ya - 3:28
3. Showtime - 3:44
4. Breakfast at Sweethearts - 4:11
5. The Door - 4:20

## Formazione
- Jim Barnes - voce
- Ian Moss - voce (traccia 5), chitarra
- Don Walker - organo, piano
- Steve Prestwich - batteria
- Phil Small - basso
- Dave Blight - armonica
- Tony Faehse - slide guitar (6)